# Южно-Уральский государственный медицинский университет
«Южно-Уральский государственный медицинский университет Министерства здравоохранения РФ» — высшее учебное заведение Челябинска. Основан 1 июля 1944 года.

## История
Челябинский государственный медицинский институт был создан Приказом Наркомздрава СССР № 403 от 28.06.1944 года на базе эвакуированного из Киева медицинского института и при содействии командированного из Москвы проф. Б. Н. Ускова. После перевода Киевского медицинского института назад в Киев в Челябинске осталось 147 преподавателей и сотрудников, из них 7 докторов наук, 31 кандидат наук, 10 аспирантов. Первым директором института был назначен профессор Александр Николаевич Федоровский, который оставался в этой должности до 1950 года.
Приказом Госкомвуза России от 23.06.1995 № 953 и Приказом Минздравмедпрома России от 20.07.1995 № 209 Челябинский государственный медицинский институт был переименован в Челябинскую государственную медицинскую академию. В соответствии с распоряжением Правительства Российской Федерации от 10.09.2008 № 1300-р Академия находится в ведении Министерства здравоохранения и социального развития Российской Федерации.
Согласно Распоряжению Правительства Российской Федерации от 12.10.2010 № 1751-р Академия реорганизована в форме присоединения государственного образовательного учреждения дополнительного профессионального образования «Уральская государственная медицинская академия дополнительного образования» Федерального агентства по здравоохранению и социальному развитию с последующим образованием на основе присоединяемого учреждения обособленного (структурного) подразделения.
Согласно приказу Рособрнадзора от 9 октября 2012 года был получен статус университета.

## Административное устройство
- И. о. ректора — Абрамовских Ольга Сергеевна;
- Президент — академик РАН, заслуженный деятель науки РФ, д-р мед. наук, профессор Илья Долгушин[2].
- Проректор по образовательной деятельности — доктор медицинских наук, доцент Абрамовских Ольга Сергеевна
- Проректор по молодёжной политике и общественным коммуникациям — кандидат медицинских наук Рачковский Кирилл Владимирович[3]

## Материальная база

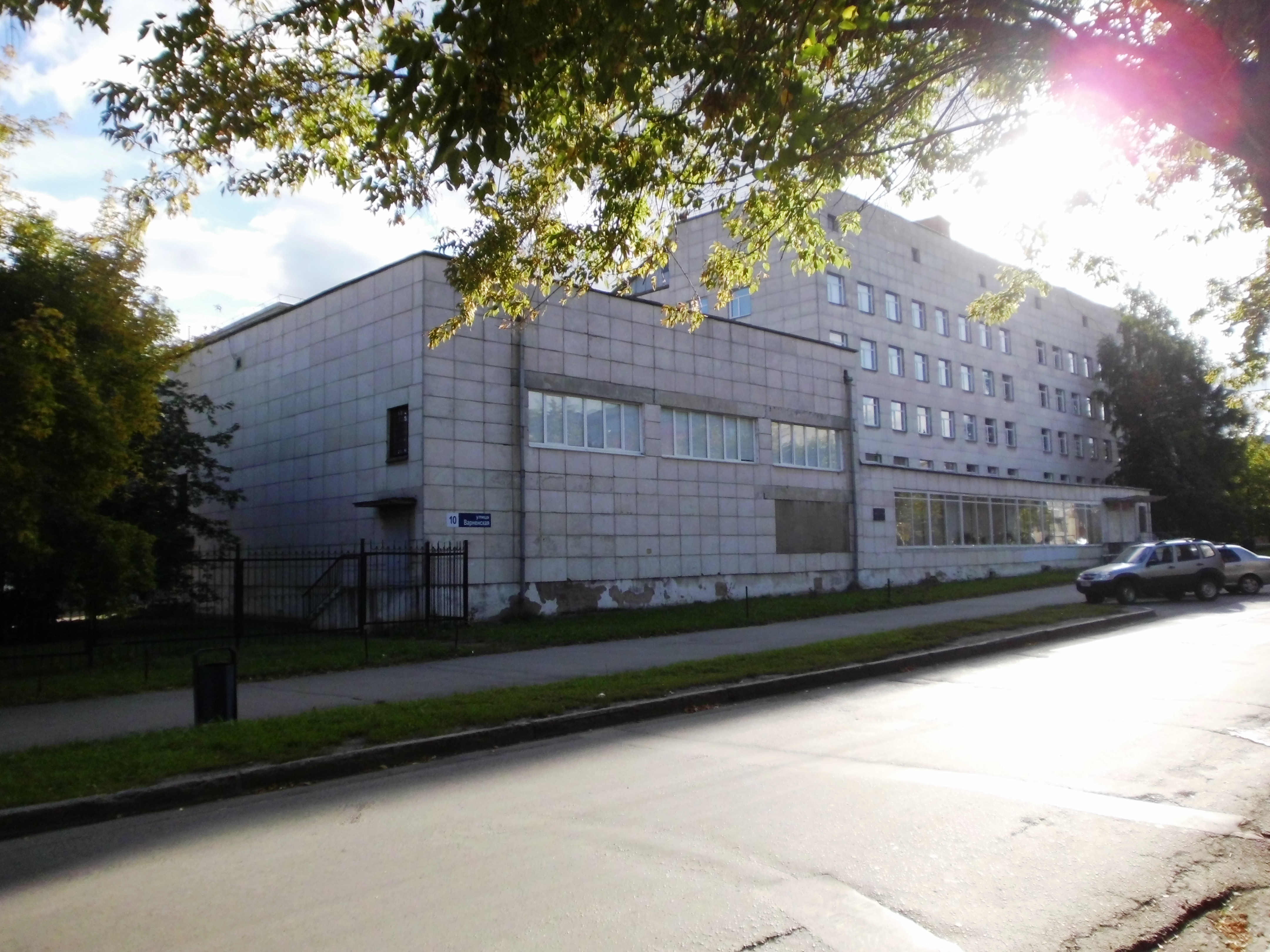
Морфологический корпус университета с моргом

Университет располагается в 4 корпусах на улице Воровского и улице Варненской рядом с областной больницей. Первый корпус находится по адресу ул. Воровского 64, там же работают административные подразделения вуза. В этих корпусах расположены теоретические кафедры, обучающие студентов первых 3 курсов, а также медицинский колледж. Студенты после 3 курса приступают к обучению на клинических кафедрах, расположенных в больницах города Челябинска. Также в распоряжении университета имеются 5 общежитий для студентов, хозяйственные постройки и корпус ЦНИЛ, в котором ведётся научно-исследовательская работа.
В летнее время функционирует принадлежащий вузу спортивно-оздоровительный лагерь «Медик» на озере Еловое.

## Научная и учебная работа

### Отдел научной работы
- Сумеркина Вероника Андреевна — начальник отдела, к.м.н., ведущий научный сотрудник центральной научно-исследовательской лаборатории;
- Крюков Сергей Николаевич — специалист отдела, ответственный за реализацию экспертных комиссий;
- Санникова Елена Юрьевна — специалист отдела, технический секретарь диссертационных советов (патентовед);
- Антипина Алина Николаевна — технический секретарь диссертационных советов;
- Кудрявцева Инна Геннадьевна — технический секретарь ученого совета;
- Ясинская Анна Мироновна — специалист отдела, координатор по библиометрическим показателям[5]

### Отдел инновационной работы
- Данилов Владимир Анатольевич — начальник отдела;
- Наймушина Юлианна Валерьевна, к.м.н., доцент, доцент кафедры факультетской хирургии, доцент научно-образовательного центра «Проблемы фундаментальной медицины»;
- Санникова Елена Юрьевна — специалист отдела, технический секретарь диссертационных советов (патентовед)[6]

### Студенческое научное общество
- Основано в первые годы существования ВУЗа и играет важную роль в формировании будущего врача и исследователя. Выполняя первые научные работы, студенты приобретают навыки, которые будут полезными как врачу любой специальности, так и научному работнику.
- СНО ведет активную работу по координации деятельности студенческих научных кружков кафедр и лабораторий, содействию в публикации и внедрению в практику результатов научных работ студентов, оказанию помощи студентам в участии в научных конференциях, симпозиумах, семинарах, научных съездах, предоставлению информации о конференциях, конкурсах и грантах. Кроме того, в задачи СНО входит организация ежегодной итоговой научной студенческой конференции, а также выпуск программы конференции и сборника. Сборник включает научные работы студентов ЮУГМУ и других медицинских вузов, в том числе и зарубежных.
- Итоговая научная студенческая конференция проводится ежегодно в апреле-мае. Она включает I пленарное заседание, на котором с приветственным словом выступает ректор ВУЗа. После I пленарного заседания начинают свою работу секции (как правило, 10-15), на которых молодые исследователи докладывают о проделанной работе. Доклады студентов иллюстрируются мультимедийными и другими презентациями, после чего авторы работ отвечают на вопросы председателей секции, других участников конференции. Таким образом, выступление студента проходит в форме научной дискуссии по представленной проблеме. По окончании работы всех секций на II пленарном заседании подводятся итоги и награждаются студенты, занявшие призовые места.
- Разными формами научно-исследовательской работы студентов (НИРС) охватывается большое количество студентов на всех кафедрах ВУЗа. На кафедрах младших курсов она проводится, как правило, в форме реферативных работ, самостоятельного изготовления и описания препаратов, участия в предметных олимпиадах. На кафедрах медико-биологического профиля и клинических кафедрах студенты под руководством опытных преподавателей привлекаются к выполнению самостоятельной исследовательской научной работы. Итогом работы студентов является представление своих данных в виде докладов, рефератов на кафедрах и выступление на ежегодных научных студенческих конференциях.
- Научно-исследовательская работа студентов в ЮУГМУ проводится в соответствии с «Положением о студенческом научном обществе». Общее руководство НИРС осуществляет проректор по научной работе и международным связям.

## Факультеты
Южно-Уральский государственный медицинский университет имеет следующие факультеты:
- лечебный факультет,
- педиатрический факультет,
- факультет клинической психологии,
- медико-профилактический факультет,
- стоматологический факультет,
- фармацевтический факультет,
- институт дополнительного профессионального образования.

## Руководство
- Александр Федоровский (1944—1950)
- Георгий Дмитриевич Образцов (1950—1959)
- Пётр Тарасов (1959—1966)
- Даниил Глубоков (1966—1995)
- Юрий Шамуров (1995—2005)[7][8]
- Илья Долгушин (2005—2016)
- Илья Волчегорский (2016—2021)
- Андрей Важенин и. о. (2021—2022)
- Мирошниченко Александр и. о. (2023—2024)
- Абрамовских Ольга и. о. (2024— н.в.)[9]